# 八大工業國組織

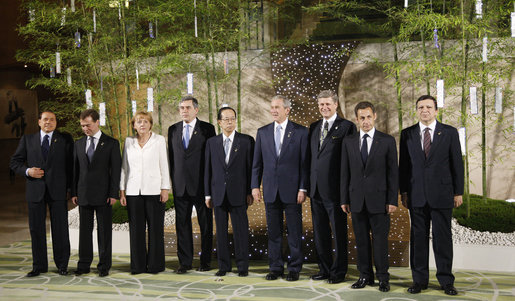
34屆會議

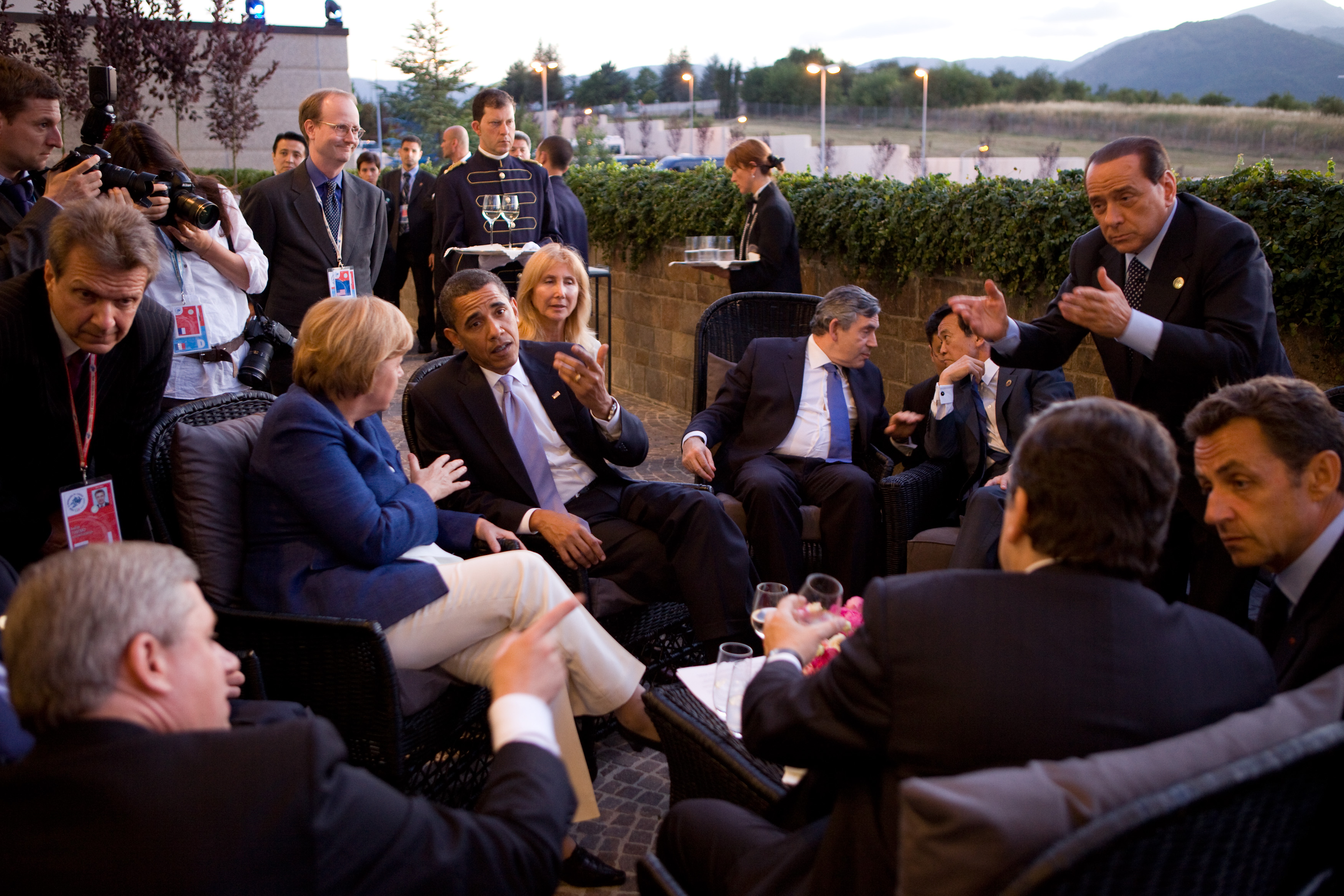
35屆會議

八大工業國組織（簡稱「G8」），從1997年至2014年間曾經是一個跨國經濟組織，因2014年起因俄羅斯會籍被凍結而復稱七大工業國組織後，G8正式步入歷史。G8為世界上主要的已發展國家所組成的國際建制，前身G5創始於1973年，成員包括美國、加拿大、英國、法國、德國、意大利、日本及被凍結席位的俄羅斯。
2014年，俄羅斯於克里米亞危機中占領克里米亞半島及介入頓巴斯戰爭，被凍結會籍至今，因而改稱為G7。
2018年，德國代表和美國總統唐納·川普曾經提出過讓俄羅斯回歸，但遭受大部份成員國的否決後，俄羅斯方面亦表明無意重返G7（重組G8），因此G8已經解散。

## 歷史
五大工業國組織（簡稱「G5」）成立於1973年，始創國有5個，包括美國、日本、西德（現今的德國）、法國、英國。意大利於1975年加入成為六大工業國組織（簡稱「G6」）。其後加拿大於1976年加入，成為七大工業國組織（簡稱「G7」）。七國集團是八國集團之前身，係西方幾個主要工業化民主國家會晤和協調政策之論壇，由美國、日本、德國、法國、英國、意大利和加拿大組成，每年召開首腦峰會商討國際社會面臨之主要政治和經濟問題:42。
七國集團成立於1970年代，由於主要資本主義國家之經濟形勢持續惡化，接連發生「美元危機」、「石油危機」、布雷頓森林體系瓦解，使得西方主要工業化國家經濟萎靡不振:42。俄羅斯於1991年起參與G7峰會的部份會議，直至1997年，被接納成為第八個成員國，正式成為八国集团（简称「G8」）。其實八國集團中俄羅斯對如何處理全球經濟事務並沒有太多發言權，全球經濟治理事實上還是七國集團在主導:14。2014年烏克蘭危機爆發，俄羅斯接受克里米亞公投後，將其併入俄羅斯，七國就將俄羅斯從八國集團踢出去:14。俄羅斯佔領克里米亞半島及介入頓巴斯戰爭，被凍結會籍至今。因此重新恢复為七大工業國組織，「G8」亦解散。

### 俄羅斯會籍遭凍結
俄罗斯是G8裡唯一的發展中国家，其重工业享誉世界。俄主要工业部门有钢铁、石油、冶金、化工、机械、造船、纺织、木材加工、汽车、食品、核能、宇航等。其中核工业和航空、軍火工业居世界第二位。进入21世纪后，俄罗斯的高新技术产业蓬勃发展，在发展中国家名列前茅。此外有西方部分人認為與另七國相比俄羅斯屬於威權主義政體，與其他七國民主不同。2014年2月，俄羅斯併吞烏克蘭克里米亞。同年3月2日，G8其餘七國及歐盟同意凍結俄羅斯會籍。
不久後一些國家開始出現迎回俄羅斯的言論，認為對俄拉攏還是西方戰略中須考慮的要素：
- 義大利
  - 2014時任意大利外長费代丽卡·莫盖里尼及其他意大利官員，還有東西方研究所（英语：EastWest Institute）董事會成員沃爾夫岡·伊申格爾（英语：Wolfgang Ischinger）認為應恢复俄羅斯在組織中的會籍。
  - 美國總統川普上台也提議回歸論後，意大利總理朱塞佩·孔特表示呼應。
  - 2017年1月，意大利外長安傑利諾·阿爾法諾表示意大利希望“和俄羅斯回復八國集團的模式，結束冷戰氛圍”。
- 德國
  - 2015年4月德國外長弗兰克-瓦尔特·施泰因迈尔表示如果《明斯克協議》得到實施，歡迎俄羅斯回歸。2016年他補充道“主要國際矛盾如果沒有俄羅斯不能夠解決”，
  - 2017年七國集團國家正考慮俄羅斯回歸組織。德國自由民主黨黨魁兼聯邦議院成員克里斯蒂安·林德納表示應該歡迎普京加入七國集團談判桌，“和他會談，而不是談論他，不能讓所有事情都依賴克里米亞的局勢”。
  - 2018年4月，德國聯邦議院議員莎拉·瓦根克内希特和亞歷山大·格拉芙·拉姆多夫（英语：Alexander Graf Lambsdorff）表示應歡迎俄羅斯回歸組織，出席2018年在加拿大舉行的峰會：“俄羅斯最快應該在6月再次出席峰會”，因為“只有俄羅斯才有可能為歐洲和中東帶來和平”。
- 日本
  - 2015年日本首相安倍晉三也呼籲俄羅斯回歸集團，表示俄羅斯的參與“對中東多重危機的解決至關重要”。
- 美國
  - 美國總統唐納·川普也認為俄羅斯應該回歸八國集團，[7][8]。後來七國集團的四名歐洲成員國、加拿大和日本卻一改態度並不認同。

多個成員國迅速拒絕了川普的建議后，俄羅斯外長拉夫羅夫表示俄羅斯聯邦對回歸不感興趣，二十國集團才是重點。2018年加拿大峰會的最終聲明中，七國集團宣佈，因明斯克協定未能完全實施，將恢複制裁，對俄羅斯採取進一步限制。目前俄羅斯已視G20作爲主要的國際外交平台，因此現時並無重新加入G8的意願，2017年1月13日，俄羅斯宣佈永久退出八國集團。

## 成員
- 美国（創始成員）
- 日本（創始成員）
- 德国（創始成員）
- 法國（創始成員）
- 英国（創始成員）
- 義大利（1975年加入至今）
- 加拿大（1976年加入至今）

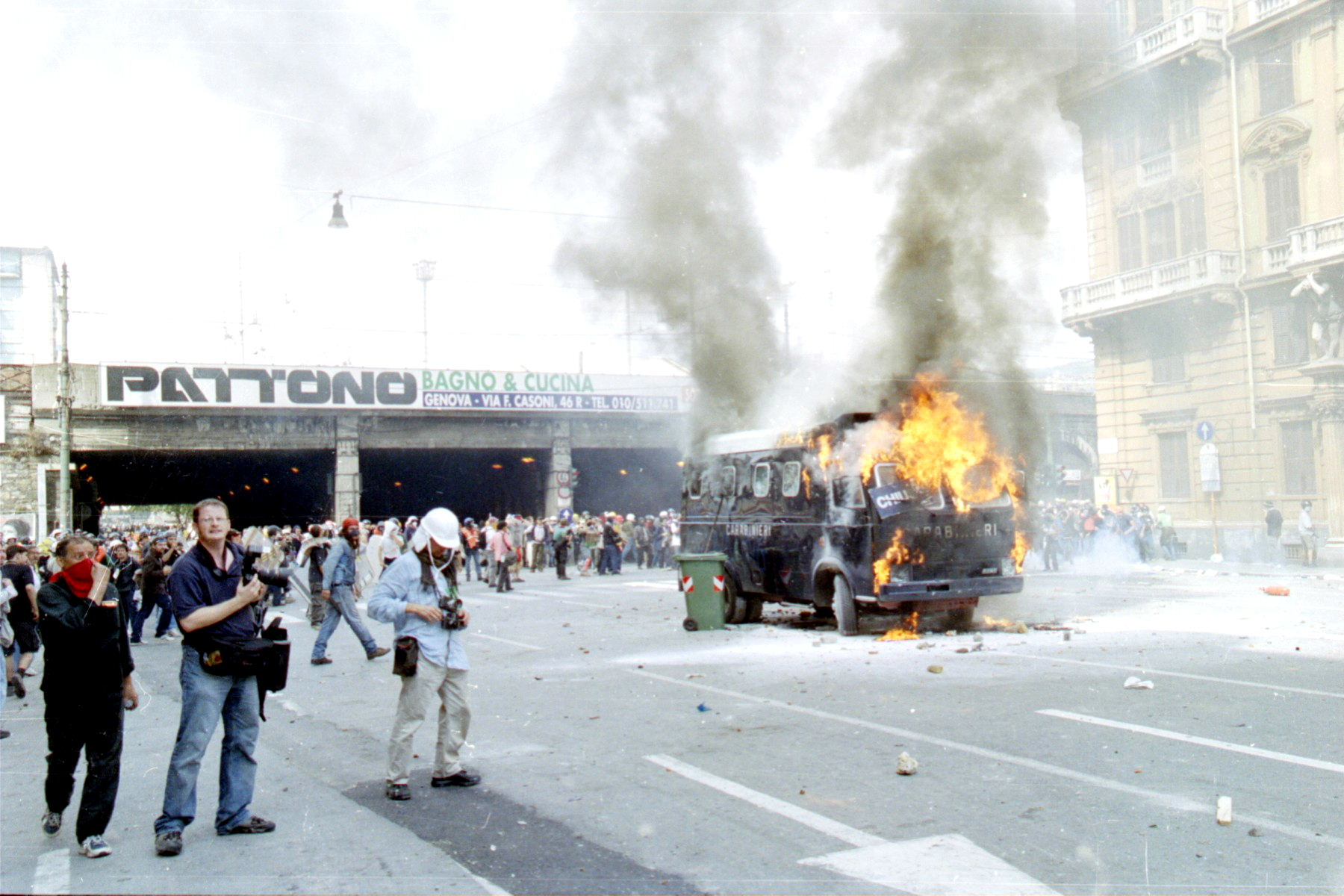
2001年會場外的暴動

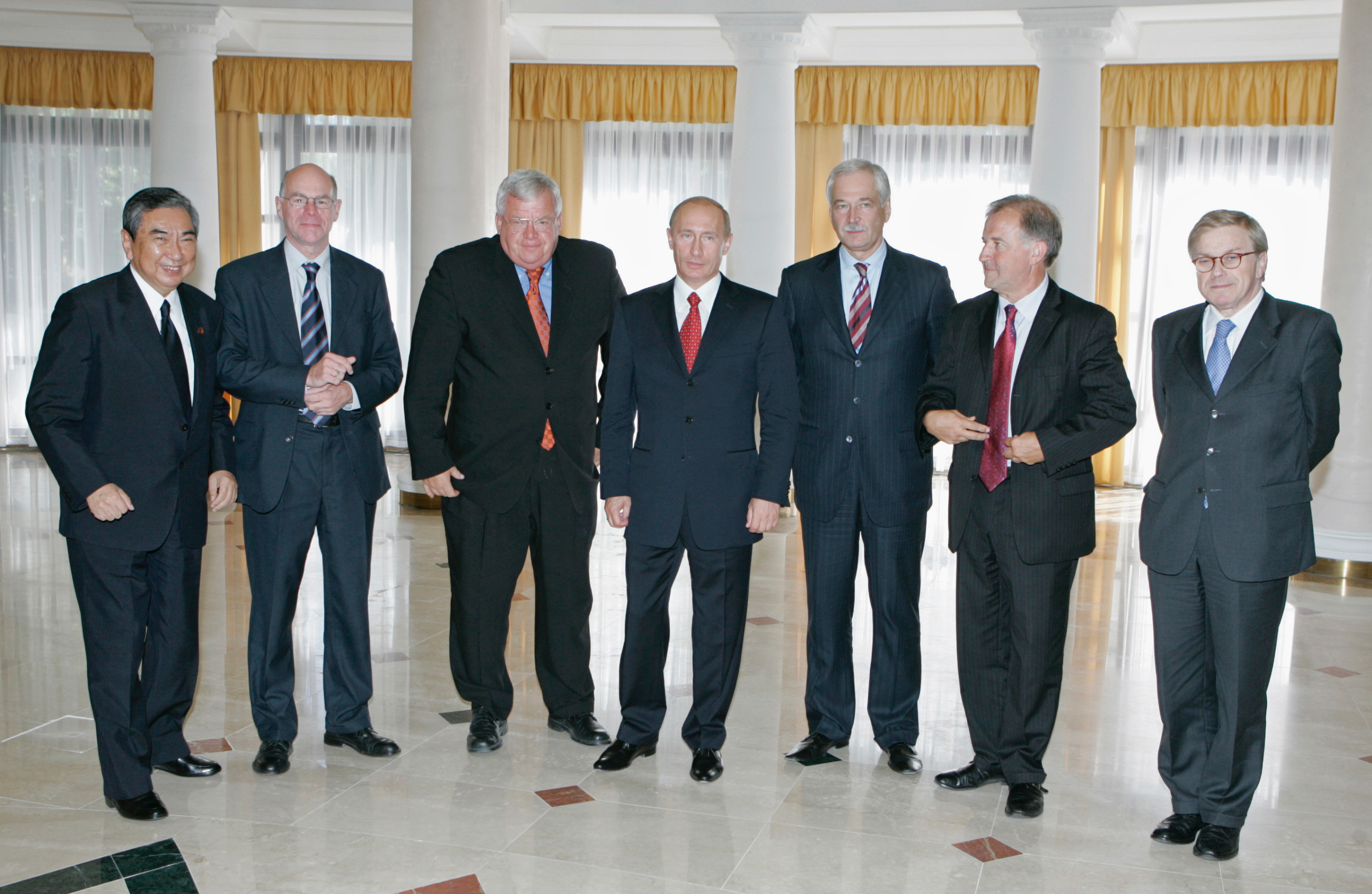
2006年成為唯一的一次在俄舉辦的會議

- 俄羅斯（1997年加入，2014年會籍被凍結，2017年自行退出）
- 欧盟（非正式成員）

## 意義及內容
高峰會的主要目的，是促進每年該七（八）大世界經濟先進國的領袖與歐洲聯盟官員在國際貨幣基金和世界銀行年會前舉行會談。
自1998年後，峰會成為該七（八）國國家元首或政府首脑的年度高峰會議，由七（八）國輪流擔任主辦國（轮值国），主辦國的領袖成為該年會議的非正式主席（轮值主席）。與會國领袖會在政治、經濟、軍事等各方面交流意見。
2009年後，該峰會在經濟事務上的主要功能已被二十国集团（G20）峰會取代。

## 首脑峰會
每年首腦峰會的主辦國由成員國輪流接任，下表列有過去峰會的舉辦地。
G8峰會：1998年至2013年
| 屆次   | 舉行日期            | 主辦國 | 主办国首脑          | 主辦地                     | 官方網頁及备注                            |
| ------ | ------------------- | ------ | ------------------- | -------------------------- | ----------------------------------------- |
| 第24屆 | 1998年5月15日至17日 | 英国   | 托尼·布莱尔         | 伯明翰                     | 註：首次G8峰會                            |
| 第25屆 | 1999年6月18日至20日 | 德国   | 格哈德·施罗德       | 科隆                       |                                           |
| 第26屆 | 2000年7月21日至23日 | 日本   | 森喜朗              | 沖繩縣名護市               |                                           |
| 第27屆 | 2001年7月20日至22日 | 義大利 | 西尔维奥·贝卢斯科尼 | 熱那亞                     |                                           |
| 第28屆 | 2002年6月26日至27日 | 加拿大 | 让·克雷蒂安         | 艾伯塔省卡纳纳斯基斯       | 官方网页                                  |
| 第29屆 | 2003年6月2日至3日   | 法國   | 雅克·希拉克         | 埃維昂萊班                 | 官方网页                                  |
| 第30屆 | 2004年6月8日至10日  | 美国   | 乔治·W·布什         | 佐治亚州                   | 官方网页                                  |
| 第31屆 | 2005年7月6日至8日   | 英国   | 托尼·布莱尔         | 蘇格蘭格伦伊格尔斯         | 官方网页                                  |
| 第32屆 | 2006年7月15至17日   | 俄羅斯 | 弗拉基米尔·普京     | 圣彼得堡                   | 官方网页                                  |
| 第33届 | 2007年6月6日至8日   | 德国   | 安格拉·默克尔       | 海利根达姆                 | 官方网页                                  |
| 第34届 | 2008年7月7日至9日   | 日本   | 福田康夫            | 北海道虻田郡洞爷湖町       | 官方网页                                  |
| 第35届 | 2009年7月8日至10日  | 義大利 | 西爾維奧·貝盧斯科尼 | 阿布鲁佐大区拉奎拉         |                                           |
| 第36屆 | 2010年6月25日至26日 | 加拿大 | 史蒂芬·哈珀         | 安大略省亨茨維爾           | 官方网页                                  |
| 第37屆 | 2011年5月26日至27日 | 法國   | 萨科齐              | 多维尔                     | 官方网页                                  |
| 第38屆 | 2012年5月18日至19日 | 美国   | 贝拉克·奥巴马       | 戴维营                     | 官方网页                                  |
| 第39屆 | 2013年6月17日至18日 | 英国   | 戴维·卡梅伦         | 北愛爾蘭弗馬納郡恩尼斯基林 | 最後一次G8 官方网页（页面存档备份，存于） |

## 取消舉行峰會
| 屆次   | 原本舉行日期 | 原本主辦國 | 原本主辦城市 | 原因 |
| ------ | ------------ | ---------- | ------------ | --- |
| 第40屆 | 2014年       | 俄羅斯     | 索契         | 俄羅斯於克里米亞危機裡的立場和行動被指有違多條國際法和條約，會籍被其他會員國凍結，並把峰會搬至歐盟首府布魯塞爾舉行。 |